# Abajo los hombres
Abajo los hombres es una película española en clave de comedia musical dirigida por José María Castellví y estrenada en el año 1935. Está considerada el primer musical del cine español. Se estrenó el 3 de febrero de 1936 en el Palacio de la Prensa de Madrid.

## Argumento
La historia transcurre a bordo de un barco, el Eva, donde la protagonista, la sobrina del rico propietario, se ha colado como polizón. El rico tío quiere legar el barco a la chica a cambio de que odie a los hombres. Con numerosos números musicales. 